# Modest Mouse
Modest Mouse  is een alternatieve-rockband onder leiding van Isaac Brock II die sinds 1993 actief is. De band brak in 2004 met hun vierde album Good News for People Who Love Bad News door in de Verenigde Staten en scoorde daar een bescheiden hit met het nummer Float On. In 2007 brachten ze hun album We Were Dead Before the Ship Even Sank uit, waarbij het eerdere succes werd geconsolideerd met de hitsingle Dashboard. Het album kwam op nr. 1 binnen in de Billboard 200 en kenmerkt zich door een toegankelijker geluid dan hun eerdere werk.
Drummer Jeremiah Green overleed op 45-jarige leeftijd op Oudjaarsdag in 2022.

## Studioalbums
| Jaar | Titel                                                        | Hoogste positie Billboard 200 | Label        |
| ---- | ------------------------------------------------------------ | ----------------------------- | ------------ |
| 1996 | This Is a Long Drive for Someone with Nothing to Think About | -                             | Up Records   |
| 1997 | The Lonesome Crowded West                                    | -                             | Up Records   |
| 2000 | The Moon & Antarctica                                        | 120                           | Epic Records |
| 2004 | Good News for People Who Love Bad News                       | 18                            | Epic Records |
| 2007 | We Were Dead Before the Ship Even Sank                       | 1                             | Epic Records |
| 2015 | Strangers to ourselves                                       | 3                             | Epic Records |
| 2021 | The Golden Casket                                            | 87                            | Epic Records |

## Singles
| Jaar | Titel                        | B-kant / overige nummers                                     | Vinyl en/of compact disc | Label (Catalog)                     |
| ---- | ---------------------------- | ------------------------------------------------------------ | ------------------------ | ----------------------------------- |
| 1996 | "Broke"                      | "Whenever I Breathe Out, You Breathe In" (Positive/Negative) | 7" (vinyl)               | Sub Pop (SP0338)                    |
| 1997 | "A Life of Arctic Sounds"    | "Medication"                                                 | 7"                       | Suicide Squeeze Records (SSR001003) |
| 1997 | "Birds vs. Worms"            |                                                              | 7"                       | Hit or Miss                         |
| 1998 | "Other People's Lives"       | "Grey Ice Water"                                             | 7"                       | Up Records                          |
| 1998 | "Never Ending Math Equation" | "Workin' on Leavin' the Livin'"                              | 7"                       | Sub Pop (SP0436)                    |
| 1998 | "Whenever You See Fit"       | "Whenever You See Fit (DJ Dynomite D Mix)"                   | 12", cd-single           | Up Records/Suicide Squeeze Records  |
| 1999 | "Heart Cooks Brain"          | "Shit Luck"                                                  | 7"                       | Matador Records                     |
| 2004 | "Float On"                   | "I've Got It All (Most)"                                     | 7", cd                   | Epic (076685)                       |
| 2004 | "Ocean Breathes Salty"       | "Float On (Live Studio)"                                     | 7", cd                   | Epic                                |
| 2007 | "Dashboard"                  | "King Rat"                                                   | 7", cd                   | Epic                                |
| 2007 | "Missed the Boat"            |                                                              | download                 | Epic                                |